# Lamprochernes foxi
Espèce
Synonymes
- Pycnochernes foxi Chamberlin, 1952

Lamprochernes foxi est une espèce de pseudoscorpions de la famille des Chernetidae.

## Distribution
Cette espèce est endémique d'Idaho aux États-Unis. Elle se rencontre vers Twin Falls.

## Description
Le mâle holotype mesure 1,67 mm.

## Étymologie
Cette espèce est nommée en l'honneur de David E. Fox.

## Publication originale
- Chamberlin, 1952 : New and little-known false scorpions (Arachnida, Chelonethida) from Monterey County, California. Bulletin of the American Museum of Natural History, no 99, p. 259-312 (texte intégral).